# Spathulenol
Spathulenol ist ein Guajan-Derivat, welches in diversen Pflanzen vorkommt. Die Substanz ist ein tricyclischer Sesquiterpenalkohol, der ein dem Azulen ähnliches Grundgerüst aufweist.

## Geschichte und Vorkommen
Durch Wasserdampfdestillation wurde aus Beifuß (Artemisia vulgaris) und Estragon (Artemisia dracunculus) ein ätherisches Öl gewonnen, woraus erstmals 1975 der Sesquiterpenalkohol Spathulenol als farblose, zähflüssige Verbindung mit erdig-aromatischem Geruch und bitter-würzigem Geschmack isoliert wurde.

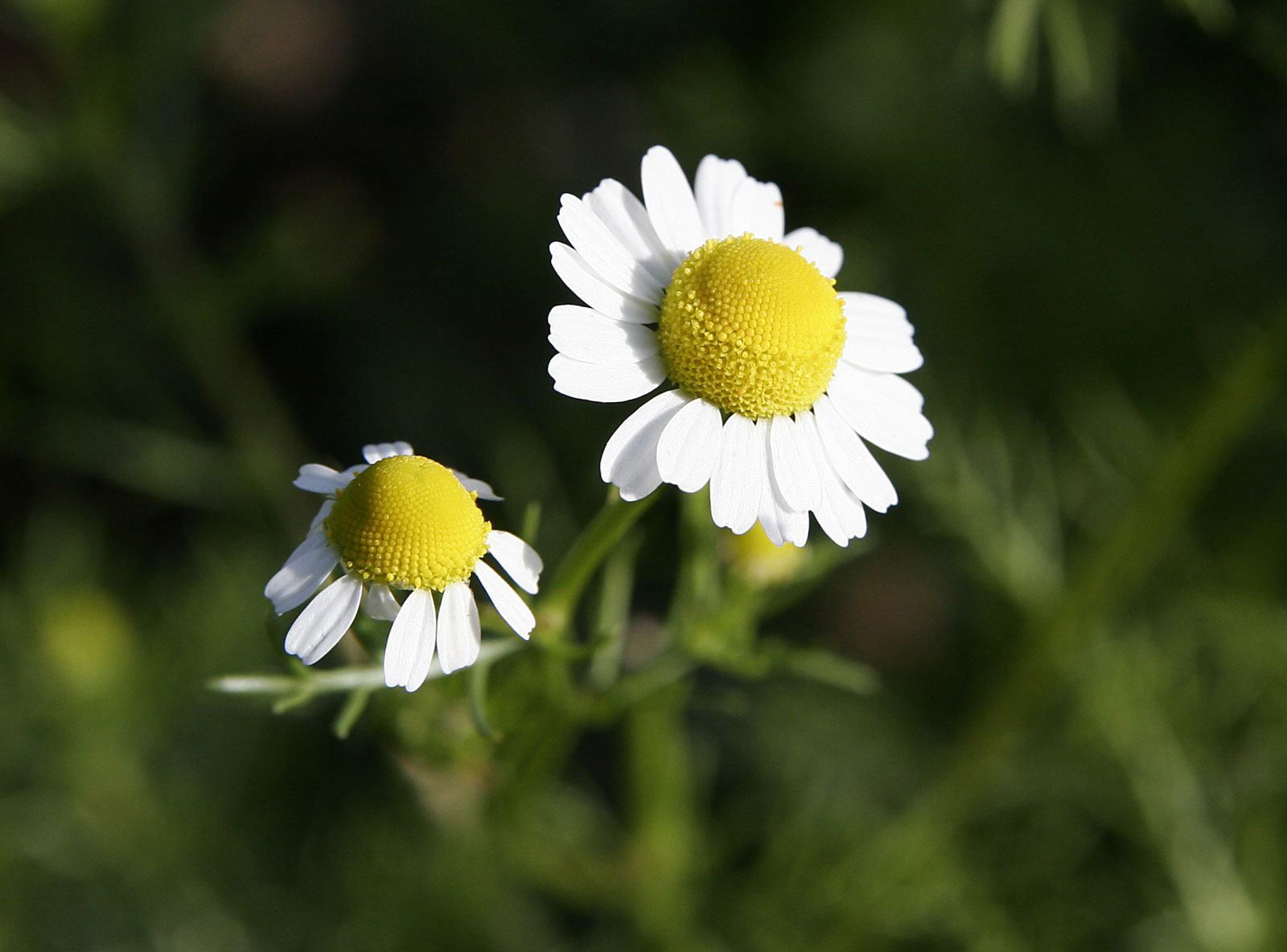
Blütenkörbchen der Echten Kamille (Matricaria chamomilla)

Sie kommt auch in anderen Pflanzen wie der Echten Kamille und anderen Arten der Gattung Artemisia (z. B. Salvia mirzayanii) sowie in der Anis-Duftnessel (Agastache foeniculum) und in Baumwolle-Arten (Gossypium) vor. In den Johanniskrautgewächsen Hypericum perforatum und Hypericum scabrum wurden Gehalte zwischen 6 und 7,2 % im ätherischen Öl der Pflanzen gefunden. In verschiedenen Nepeta-Arten wie N. phyllochlamys, N. viscida, N. sorgerae und N. trachonitica sind bis zu 22 % des ätherischen Öls Spathulenol.

## Darstellung
Die Synthese von Spathulenol ist durch eine Abwandlung der Büchi-Synthese von Aromadendren aus (–)-β-Pinen möglich.

## Eigenschaften
Spathulenol ist eine farblose, zähflüssige Verbindung, die sich gut in Ethanol sowie in Wasserdampf löst. Die Substanz besitzt einen erdig-aromatischen Geruch und einen bitter-würzigen Geschmack. Bei der Dehydratisierung entsteht das β-Spathulen.

## Biologische Wirkung und Verwendung
Die biologisch aktive Substanz Spathulenol besitzt immunsuppressive Wirkung. In Versuchen zeigte sich ein dosisabhängiges Absterben (Apoptose) von Lymphozyten. Aufgrund der Hemmung des MDR-Proteins 1 (auch PGP-Pumpe) in vitro besitzt Spathulenol das Potential, eine Chemotherapie bei einer Krebserkrankung zu unterstützen.
Für Blattschneiderameisen der Spezies Atta cephalotes wurde eine abwehrende Wirkung von Spathulenol nachgewiesen. Der Baumwollkapselkäfer (Anthonomus grandis) sowie die Schlupfwespe Campoletis sonorensis hingegen werden bei Baumwollarten von einem Gemisch verschiedener Sesquiterpene, das auch Spathulenol enthält, angezogen.